# Св. св. Петър и Павел (Обел)
Вижте пояснителната страница за други значения на Свети апостоли Петър и Павел.
„Св. св. Петър и Павел“ е българска църква край благоевградското село Обел (Лешница), България. Църквата е част от Неврокопската епархия на Българската патриаршия.

## Местоположение
Църквата е разположена на слабо възвишение в махалата Блатото на село Обел на 5 km западно от селото и на 200 m вдясно от пътя за Република Македония.

## История
На мястото ѝ в края на ΧΧ век има остатъци от средновековен храм. Според местни предания църквата е унищожена още в османската епоха, но продължава да съществува като оброчище. При комунистичеката власт храмът е използван за овчарник.
Храмът е възстановен в 1996 година. Всяка година на храмовия празник 29 юни се провежда събор край църквичката.